# Dušan Vrťo
Dušan Vrťo (Banská Štiavnica, 29 oktober 1965) is een voormalig profvoetballer uit Slowakije. Hij speelde als verdediger voor onder meer FC Baník Ostrava en Dundee FC. In 1999 beëindigde hij zijn actieve loopbaan.

## Interlandcarrière
Vrťo kwam in totaal twee keer (nul doelpunten) uit voor het Slowaaks voetbalelftal in 1994. Onder leiding van bondscoach Jozef Vengloš maakte hij zijn debuut voor de nationale ploeg van zijn vaderland op 29 mei 1994 in de vriendschappelijke wedstrijd in Moskou tegen Rusland (2-1), net als Peter Fieber (FC DAC Dunajská Streda).
| Interlands van Dušan Vrťo voor Slowakije | Interlands van Dušan Vrťo voor Slowakije | Interlands van Dušan Vrťo voor Slowakije | Interlands van Dušan Vrťo voor Slowakije | Interlands van Dušan Vrťo voor Slowakije | Interlands van Dušan Vrťo voor Slowakije |
| №                                        | Datum                                    | Wedstrijd                                | Uitslag                                  | Competitie                               | Goals                                    |
| Als speler van Dundee FC                 | Als speler van Dundee FC                 | Als speler van Dundee FC                 | Als speler van Dundee FC                 | Als speler van Dundee FC                 | Als speler van Dundee FC                 |
| ---------------------------------------- | ---------------------------------------- | ---------------------------------------- | ---------------------------------------- | ---------------------------------------- | ---------------------------------------- |
| 1                                        | 29 mei 1994                              | Rusland – Slowakije                      | 2 – 1                                    | Vriendschappelijk                        | 0                                        |
| 2                                        | 16 augustus 1994                         | Slowakije – Malta                        | 1 – 1                                    | Vriendschappelijk                        | 0                                        |